# Comodo Group
Comodo Group é uma companhia de cibersegurança localizada em Clinfton, Nova Jersey, nos Estados Unidos.

## História
A empresa foi fundada em 1998 por Melih Abdulhayoğlu. A sua sede inicialmente era no Reino Unido, mudando-se para os Estados Unidos em 2004. Seus produtos são focados em programas de segurança de computadores e internet. É também provedora de certificações SSL, oferecendo desde certificados digitais que fecham o cadeado do browser em sites seguros, a tecnologias patenteadas que permitem que os usuários da internet verifiquem a legitimidade do conteúdo de sites. A Comodo permite que empresas e usuários se autentiquem e protejam suas identidades online. A companhia também ajudou a estabelecer padrões, contribuindo com o Registro de Recursos da Autoridade de Certificação DNS (CAA) da IETF (Internet Engineering Task Force).

## Comodo Brasil
A Comodo Brasil é a afiliada brasileira da Comodo Group. É famosa por produzir produtos gratuitos, como o Comodo Firewall e o Comodo Antivirus.

## Controvérsias
Em março de 2011, a afiliada europeia sofreu ataque de hacker iraniano, que criou "cadeados" falsos, deixando vários sites desprotegidos. Outro ataque aconteceu, ainda no mesmo ano, com a afiliada brasileira. Dessa vez, os invasores só conseguiram acesso ao banco de dados, não afetando o servidor de emissão de certificados de segurança.